# 班乃岛

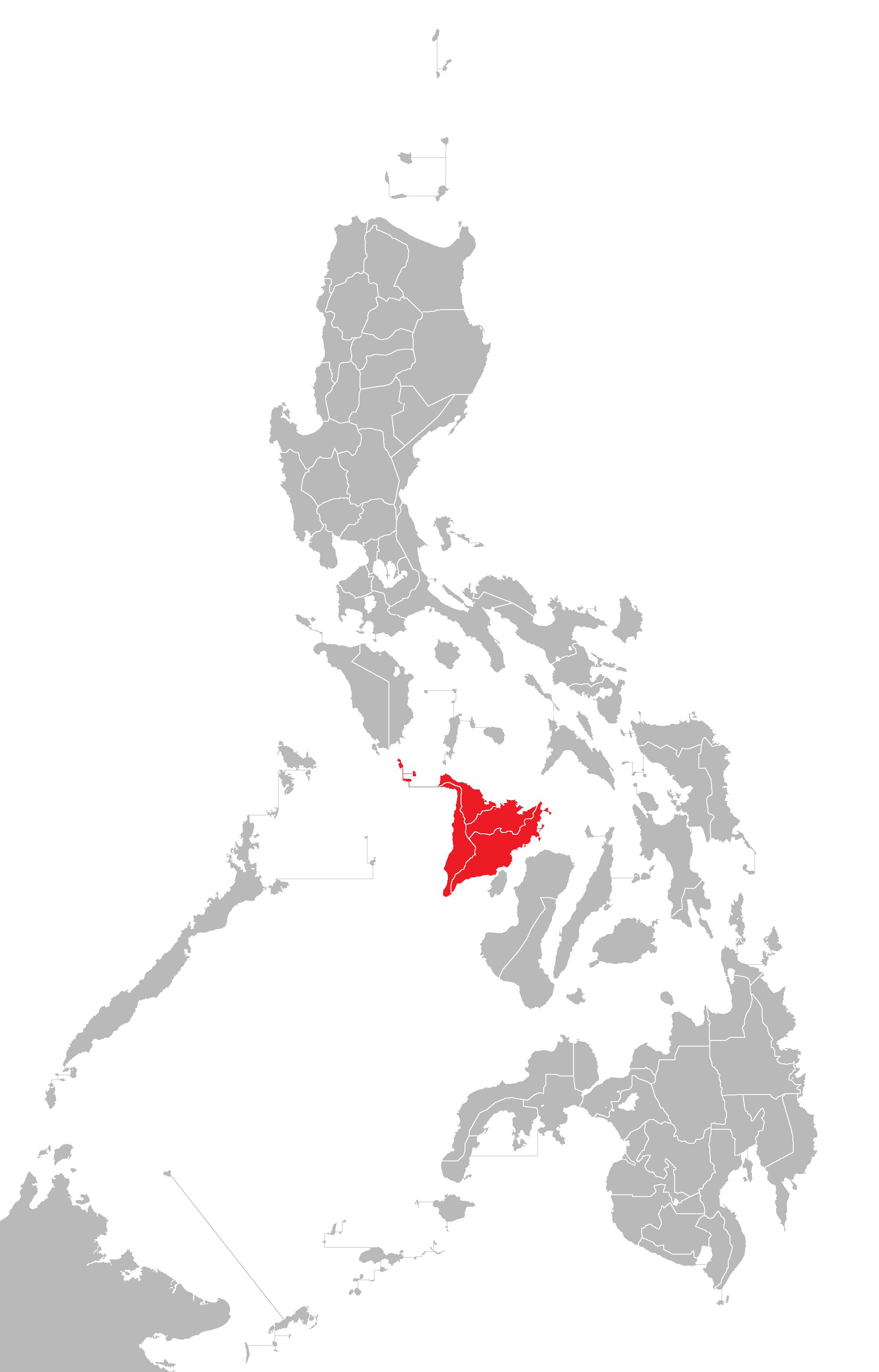
班乃島在菲律賓的位置

班乃岛（Panay），是菲律宾中部米沙鄢群岛西部的一个岛屿，位于民都洛岛东南，内格罗斯岛西北。
面积12011平方公里，人口3,973,877人（2007年）。气候炎热多雨；山地、丘陵相间，中部有较大的滨海平原。
班乃岛分属西米沙鄢大区的四个省：阿克兰省、安蒂克省、卡皮兹省和怡朗省。岛上最大城市为南岸的怡朗市。
島上的阿提族，屬於矮黑人的一支。
舊日本海軍長良級輕巡洋艦鬼怒號就是在此地附近的海面被美軍空母的戰機擊沈的。